# エピック・エピローグ第3番
エピック・エピローグ第3番（エピック・エピローグだいさんばん）は、フリーで活動する日本の女性アイドル・グループ。政治家女子48党から派生し、2023年5月1日にデビューした。2024年1月21日にFly day（フライディ）としての活動を終了すると同時に所属事務所から独立し、新グループ名が決まるまで仮の名称として「20日後に名前が決まるアイドルグループ」名義で活動し、2024年2月24日のライブにて新グループ名が「エピック・エピローグ第3番」になることを発表した。

## 略歴

### 2023年
- 4月9日 - 原宿 withHARAJUKU にてプレデビュー
- 5月1日 - 渋谷 WWWX にてデビュー
- 6月30日 - 浅草VAMPKIN にて、お鈴、まゆ 生誕祭ライブ
- 7月21日 - お鈴、まゆ グループ卒業[3]を発表
- 7月30日 - 秋葉原ZEST にて、まゆ、お鈴卒業ライブ
- 8月1日 - 新体制による第2章スタート
- 8月5日 - じゅな 「このアイドルのゆかたがすごい!」[4]で、TIF2023に出演
- 9月23日 - 新宿ZircoTokyo にて、じゅな生誕祭ライブ
- 9月28日 - 新メンバー募集開始

### 2024年
- 1月10日 - 新メンバー人数発表(4名増)
- 1月11日 - 新メンバー発表 薫衣もな
- 1月12日 - 新メンバー発表 うさみあこ
- 1月13日 - 新メンバー発表 望月かのん(サポートメンバー)
- 1月14日 - 新メンバー発表 花咲ななせ(サポートメンバー)[5]
- 1月15日 - 1月21日をもって、所属事務所EKUBOを退所することを発表[6]
- 1月20日 - この日限定でまゆ、お鈴ゲスト復活(キラキラサンシャイン＆Stay hungry!!のみ)
- 1月21日 - 新体制(6人体制)プレデビュー＆新メンバー＆新曲お披露目
- 1月21日 - 事務所退所に伴い、Fly day名義での活動終了
- 1月24日 - 「20日後に名前が決まるアイドルグループ」として活動を開始、ミクチャにてNEXT IDOL GRANDPRIX2024への出場権を賭けイベント出場
- 2月20日 - NEXT IDOL GRANDPRIX2024、Cブロック2位で予選突破を決める
- 2月24日 - 新宿 Keystudioにて新体制デビュー＆新グループ名発表＆新衣装、新曲、新SEお披露目。新グループ名は公募及び投票により「エピック・エピローグ第3番」に決定した
- 3月28日 - NEXT IDOL GRANDPRIX2024にて東京ドームシティホールでパフォーマンスを行う(総合ランキング10位)。
- 3月31日 - 初の主催ライブを開催し、その中で初単独ライブを5月26日に開催することを発表
- 4月28日 - 幕張メッセで開催される、ニコニコ超会議2024のクリエイタークロスに出展[7]
- 5月26日 - 初単独ライブを文京HEAD POWERにて開催
- 5月27日 - 5月26日付けでもな、あこ、かのんが脱退したことを発表[8]
- 6月15日 - 新体制による第4章スタート
- 8月3日 - あかね 「このアイドルのゆかたがすごい!」で、TIF2024に出演[9]
- 8月28日 - じゅな、ななせがオープニングアクトとして出演だった別府温泉ぶっかけフェス「BOB2024」が台風10号の影響で中止が決定される。
- 9月8日 - GOTANDA G2にて、市川じゅな＆花咲ななせ合同生誕祭ライブ
- 9月29日 - ライブ中のMCにて、新メンバー追加人数(2名)とプレデビュー日、及び本デビュー日が伝えられる
- 10月14日 - 新メンバー発表 小桜くるみ
- 10月15日 - 新メンバー発表 天嶺まいか
- 10月27日 - 新体制(第5章)プレデビューライブ＆新メンバー＆新曲お披露目
- 11月17日 - 新体制(第5章)本デビューライブ、動員30名を達成したため、グループ初のサブスク配信を決定した
- 11月23日 - 初のサブスク配信開始日(答えの無い世界の生き方)
- 12月8日 - くるみ＆まいか合同生誕祭ライブ

### 2025年
- 2月10日 - ミクチャにてNEXT IDOL GRANDPRIX2025への出場権を賭けイベント出場
- 3月1日 - NEXT IDOL GRANDPRIX2025、Cブロック3位で2年連続予選突破を決める(2年連続決勝進出)、決勝進出の公約としていた新衣装制作を実施することになる
- 3月16日 - あかね、ななせが直前に新型コロナウイルス陽性の診断を受け、グループ初の病欠での編成を強いられた。この時点でグループはNEXT IDOL GRANDPRIX2025での披露曲候補を3曲まで絞っていたが、このときのパフォーマンスが候補曲選出を揺るせることとなる(このとき3曲の候補曲の中に「私の進む道」は含まれていなかった)。
- 3月26日 - NEXT IDOL GRANDPRIX2025での披露曲を2年連続「私の進む道」に決定
- 3月27日 - 「空想キミイロセカイ」、「Fighting Man」を2曲同時サブスク配信開始
- 4月2日 - NEXT IDOL GRANDPRIX2025にて豊洲PITでパフォーマンスを行う。総合5位入賞を勝ち取り、同日夕刻から始まるNIG FES2025の出場権を得た(トップバッター)。[10]
- 4月27日 - IDREAM＠Zepp Shinjukuの出演権を懸け「IDOL BATTLE TOKYO」に出場し、予選のステージ(新宿HEAD POWER)でパフォーマンスを行う。
- 5月2日 - IDREAM＠Zepp Shinjukuの予選を通過し6月1日に決勝パフォーマンスを行うことが決まった(結果は決勝で敗退)
- 6月15日 - じゅな、あかね2周年記念ライブを行う
- 6月19日 - まいかが7月6日の原宿GE Theaterでのライブを持ってグループを卒業することを発表
- 7月6日 - まいか卒業公演(GOTANDA G2と原宿GE Theaterでの2部構成)
- 7月13日 - ライブ中のMCにて、新メンバー追加とデビュー日が伝えられる(人数は明らかにせず、今回はプレデビュー無し)
- 7月14日 - 新メンバー発表 幸村郁
- 7月18日 - 新メンバー発表 星野かりん
- 7月20日 - 新体制は6名(あかね、郁はサポートメンバーであることを発表)、それに伴い、副リーダーをあかねからくるみへ変更
- 7月27日 - 新体制(6人体制)による第6章スタート
- 8月2日 - くるみ 「このアイドルのゆかたがすごい!」、じゅな「ミスFLASH2026」セミファイナルの舞台としてTIF2025に出演
- 9月9日 - 渋谷全15会場で行われるフェス、衛星とカラテアPresents「 超 明星現象 2025 」に出場予定
- 9月28日 - ななせ初の単独生誕祭ライブ開催予定

## メンバー

### メンバー
| 名前                      | 担当カラー | 愛称         | 誕生日   | 出身地   | 備考                                                                       |
| ------------------------- | ---------- | ------------ | -------- | -------- | -------------------------------------------------------------------------- |
| 市川じゅな いちかわじゅな | 黄         | じゅなちゃん | 8月15日  | 静岡県   | リーダー、現役看護師、ライバー(なころ)                                     |
| 小桜くるみ こざくらくるみ | ピンク     | くるみん     | 10月26日 | 神奈川県 | 6章から副リーダー、 元「9’lapis」「スタァナイン九九組」(ぴーちゃん)        |
| 花咲ななせ はなさきななせ | 赤         | ななせまる   | 8月9日   | 栃木県   | ライバー(ななせまる)、エステティシャン                                     |
| 星野かりん ほしのかりん   | ラベンダー | かりんたん   | 6月3日   | 千葉県   |                                                                            |
| 守宮あかね やもりあかね   | 水         | あかねまる   | 1月8日   | 大阪府   | 6章からサポートメンバー、 爬虫類、パチンコ愛好家、ミスiD2022ファイナリスト |
| 幸村郁 ゆきむらいく       | 青         | いくちゃん   | 1月10日  | 福岡県   | サポートメンバー、声優、舞台女優                                           |

### 旧メンバー
| 名前                      | 担当カラー     | 愛称              | 誕生日   | 出身地 | 備考                                                                         |
| ------------------------- | -------------- | ----------------- | -------- | ------ | ---------------------------------------------------------------------------- |
| お鈴 おすず               | 赤             | おすず            | 6月30日  | 愛媛県 | 現役ショーダンサー                                                           |
| 中尾茉友 なかおまゆ       | ピンク         | まゆ              | 6月20日  | 山口県 |                                                                              |
| 薫衣もな くぬえもな       | 紫             | もなちゃん        | 10月10日 | 千葉県 |                                                                              |
| うさみあこ                | ピンク         | あこちゃん        | 1月15日  | 長野県 |                                                                              |
| 望月かのん もちづきかのん | 白             | もかの・ もかのん | 6月3日   | 宮城県 |                                                                              |
| 天嶺まいか あまねまいか   | ミントグリーン | まいまい          | 9月28日  | 群馬県 | 元「silent dog」「81moment」(一色あまね名義)、 Fly dayのマネージャー経験あり |

## 楽曲
| ＃     | 曲名                   | 披露日   | 備考 |
| 2023年 | 2023年                 | 2023年   | 2023年 |
| ------ | ---------------------- | -------- | --- |
| 1      | 私の進む道             | 4月9日   | この曲以降、振付師「らん先生」による振付(#3まで) 作詞作曲：平尾奏人                                                                |
| 2      | 僕の向日葵             | 8月6日   | Fly day2人体制時の1曲目 作詞作曲：平尾奏人                                                                                         |
| 2024年 |                        |          | |
| 3      | 幸せ導く法則           | 1月21日  | 作詞：市川じゅな 作曲：平尾奏人 |
| 4      | Flying Life            | 2月24日  | 作詞：平尾奏人、市川じゅな 作曲：平尾奏人                                                                                          |
| 5      | ちょこみんと           | 3月31日  | タイトルはあかね、ななせによる 第4章からメロディの見直し、変更が行われた 作詞：羽丸みれい、SC Music Factory 作曲：SC Music Factory |
| 6      | 空想キミイロセカイ     | 4月28日  | 当初はじゅな、あかね編成時の披露曲だったが、第5章より全体編成曲となる 作詞作曲：平尾奏人                                           |
| 7      | 答えの無い世界の生き方 | 10月27日 | 第5章のフラッグシップナンバー 作詞：éclairSTORY 作曲：Chiaki                                                                       |
| 2025年 |                        |          | |
| 8      | Fighting Man           | 3月9日   | NEXT IDOL GRANDPRIX2025の披露曲として制作された(実際は「私の進む道」を披露) 作詞作曲：平尾奏人                                     |

| ＃     | 曲名                   | 披露日   | 備考                             |
| 2024年 | 2024年                 | 2024年   | 2024年                           |
| ------ | ---------------------- | -------- | -------------------------------- |
| 1      | 答えの無い世界の生き方 | 11月23日 | グループとして初のサブスク配信曲 |
| 2025年 |                        |          |                                  |
| 2      | 空想キミイロセカイ     | 3月27日  | 2曲同時配信開始                  |
| 3      | Fighting Man           | 3月27日  | 2曲同時配信開始                  |

| #      | 曲名                 | 披露日   | 備考                                                   |
| 2023年 | 2023年               | 2023年   | 2023年                                                 |
| ------ | -------------------- | -------- | ------------------------------------------------------ |
| 1      | Stay hungry‼︎         | 4月9日   | デビュー曲                                             |
| 2      | キラキラサンシャイン | 4月9日   |                                                        |
| 3      | 私の進む道           | 4月9日   | この曲以降、振付師「らん先生」による振付(#8まで)       |
| 4      | アスコイ             | 5月20日  |                                                        |
| 5      | Re:START             | 6月30日  |                                                        |
| 6      | 僕の向日葵           | 8月6日   | 2人体制の1曲目                                         |
| 7      | 素晴らしき日々       | 11月11日 | 同事務所のグループ「おやすみセカイ」から受け継いだ楽曲 |
| 2024年 |                      |          |                                                        |
| 8      | 幸せ導く法則         | 1月21日  | じゅな作詞による                                       |

## ライブ

### 参加イベント
| 年     | 日程     | 会場                             | 備考 |
| ------ | -------- | -------------------------------- | --- |
| 2023年 | 4月9日   | WITH HARAJUKU HALL               | プレデビューライブ |
| 2023年 | 5月1日   | WWW X                            | 本デビューライブ |
| 2023年 | 5月3日   | COSMIC LAB                       | |
| 2023年 | 5月4日   | STAR LOUNGE                      | |
| 2023年 | 5月5日   | CLUB CAMELOT                     | |
| 2023年 | 5月6日   | YOKOHAMA COAST GARAGE            | |
| 2023年 | 5月7日   | GOTANDA G7                       | |
| 2023年 | 5月13日  | SOUND PEACE                      | |
| 2023年 | 5月14日  | 浅草VAMPKIN                      | |
| 2023年 | 5月20日  | Theater ZONE（2回公演）          | 初名古屋遠征 |
| 2023年 | 5月21日  | Theater ZONE（2回公演）          | 初オフ会開催 |
| 2023年 | 5月25日  | COSMIC LAB                       | |
| 2023年 | 5月27日  | GOTANDA G2                       | iColonyにて配信有り |
| 2023年 | 5月28日  | SHIBUYA DESEO                    | |
| 2023年 | 6月3日   | SOUND PEACE                      | |
| 2023年 | 6月4日   | ジールシアター新宿               | |
| 2023年 | 6月10日  | Theater ZONE                     | 名古屋遠征2days |
| 2023年 | 6月10日  | BSJシアター                      | |
| 2023年 | 6月11日  | OYS                              | MistFES2023(1日目)、オフ会開催                                                                                          |
| 2023年 | 6月11日  | ライオンカフェ                   | MistFES2023(2日目) |
| 2023年 | 6月16日  | GOTANDA G3                       | |
| 2023年 | 6月17日  | COSMIC LAB                       | |
| 2023年 | 6月18日  | 新宿HEAD POWER                   | |
| 2023年 | 6月24日  | SHIBUYA ONE5                     | |
| 2023年 | 6月25日  | Twinbox AKIHABARA                | |
| 2023年 | 6月30日  | 浅草VAMPKIN                      | お鈴、まゆ生誕祭ライブ                                                                                                  |
| 2023年 | 7月1日   | GOTANDA G2                       | iColonyにて配信有り |
| 2023年 | 7月2日   | GOTANDA G7                       | |
| 2023年 | 7月8日   | SHIBUYA RING                     | |
| 2023年 | 7月9日   | SPACE ODD                        | |
| 2023年 | 7月15日  | Zirco Tokyo                      | お鈴欠席 |
| 2023年 | 7月16日  | GRIT at Shibuya                  | |
| 2023年 | 7月17日  | COSMIC LAB                       | |
| 2023年 | 7月20日  | GRIT at Shibuya                  | |
| 2023年 | 7月22日  | なかのZERO 小ホール              | お鈴とまゆ卒業発表後初ライブ                                                                                            |
| 2023年 | 7月23日  | SOUND PEACE                      | |
| 2023年 | 7月29日  | GRIT at Shibuya                  | |
| 2023年 | 7月30日  | 秋葉原ZEST                       | お鈴とまゆ卒業ライブ(7分間の2ステージ)、iColonyにて配信有り                                                             |
| 2023年 | 8月6日   | GOTANDA G2                       | 2人体制(第2章)初ライブ、iColonyにて配信有り                                                                             |
| 2023年 | 8月11日  | COSMIC LAB                       | |
| 2023年 | 8月12日  | 秋葉原ZEST                       | |
| 2023年 | 8月13日  | Twinbox GARAGE（2回公演）        | |
| 2023年 | 8月19日  | Theater ZONE（2回公演）          | 名古屋遠征2days |
| 2023年 | 8月20日  | RAD HALL（2回公演）              | オフ会開催 |
| 2023年 | 8月26日  | 浅草VAMPKIN                      | |
| 2023年 | 8月27日  | SOUND PEACE                      | |
| 2023年 | 8月30日  | 秋葉原ZEST                       | |
| 2023年 | 9月2日   | ShibuyaREX                       | |
| 2023年 | 9月3日   | 恵比寿CreAto                     | |
| 2023年 | 9月9日   | COSMIC LAB                       | |
| 2023年 | 9月10日  | 新宿HEAD POWER                   | |
| 2023年 | 9月17日  | CLUB CAMELOT                     | 私服物販イベント |
| 2023年 | 9月23日  | Zirco Tokyo                      | 市川じゅな生誕祭ライブ、翌日TIF2023出演記念オフ会開催                                                                   |
| 2023年 | 9月30日  | 上野恩賜公園野外ステージ         | 初野外ライブ |
| 2023年 | 10月1日  | SHIBUYA DESEO                    | |
| 2023年 | 10月8日  | GOTANDA G2                       | iColonyにて配信有り |
| 2023年 | 10月13日 | GOTANDA G2                       | 一色あまね(81moment)誕生祭ライブ、一色あまねとコラボステージ。 のちに「天嶺まいか」としてエピエピに加入することとなる。 |
| 2023年 | 10月14日 | SOUND PEACE                      | |
| 2023年 | 10月15日 | Twinbox AKIHABARA                | |
| 2023年 | 10月21日 | Zirco Tokyo                      | |
| 2023年 | 10月22日 | GOTANDA G4                       | iColonyにて配信有り |
| 2023年 | 10月28日 | 代々木公園野外ステージ           | ふるさと東京応援祭 in オクトーバー Vol.2(1日目)                                                                         |
| 2023年 | 10月28日 | GOTANDA G3                       | |
| 2023年 | 10月29日 | 代々木公園野外ステージ           | ふるさと東京応援祭 in オクトーバー Vol.2(2日目)                                                                         |
| 2023年 | 10月29日 | CLUB CAMELOT                     | ハロウィンコスプレ衣装でのパフォーマンス                                                                                |
| 2023年 | 11月3日  | SOUND PEACE                      | |
| 2023年 | 11月4日  | DESEO mini with VILLAGE VANGUARD | |
| 2023年 | 11月5日  | COSMIC LAB                       | |
| 2023年 | 11月9日  | 浅草VAMPKIN                      | |
| 2023年 | 11月11日 | 上野恩賜公園野外ステージ         | |
| 2023年 | 11月12日 | COSMIC LAB                       | |
| 2023年 | 11月18日 | SHIBUYA RING                     | |
| 2023年 | 11月19日 | CLUB CAMELOT                     | |
| 2023年 | 11月23日 | SOUND PEACE                      | |
| 2023年 | 11月25日 | SHIBUYA RING                     | |
| 2023年 | 11月26日 | 上野恩賜公園野外ステージ         | 初の日没後の野外ライブ                                                                                                  |
| 2023年 | 12月2日  | Twinbox GARAGE                   | 2023年12月ライブ参戦回数特典イベント開始(～24日まで)                                                                    |
| 2023年 | 12月3日  | COSMIC LAB                       | 2人とも"青"衣装でのパフォーマンス                                                                                       |
| 2023年 | 12月9日  | TwinBox AKIHABARA                | AKIHABARA IDOL FESTIVAL(秋葉原4会場連動サーキットイベント)                                                              |
| 2023年 | 12月10日 | GOTANDA G2                       | |
| 2023年 | 12月16日 | GOTANDA G4                       | |
| 2023年 | 12月17日 | SOUND PEACE                      | 初の衣装チェンジしてのステージ                                                                                          |
| 2023年 | 12月23日 | Twinbox GARAGE                   | 「Stay hungry!!」のサビパートをチェンジする初の試み                                                                     |
| 2023年 | 12月24日 | COSMIC LAB                       | クリスマス特別衣装でのステージ                                                                                          |
| 2023年 | 12月25日 | 浅草VAMPKIN                      | クリスマス特別衣装でのステージ                                                                                          |
| 2023年 | 12月30日 | SHIBUYA DIVE                     | |
| 2023年 | 12月31日 | 浅草VAMPKIN                      | 大晦日ライブ |
| 2023年 | 12月31日 | 浅草VAMPKIN                      | 年越しカウントダウンライブ                                                                                              |
| 2024年 | 1月6日   | SOUND PEACE                      | |
| 2024年 | 1月8日   | Zirco Tokyo                      | あかねリアバライブ |
| 2024年 | 1月13日  | 上野恩賜公園野外ステージ         | |
| 2024年 | 1月14日  | SHIBUYA RING                     | 配信有り |
| 2024年 | 1月20日  | GOTANDA G6                       | 現体制ラストライブ、旧メンバー(まゆ、お鈴)ゲスト出演                                                                    |
| 2024年 | 1月21日  | 秋葉原ZEST                       | 新体制プレデビュー＆新曲初披露、Fly dayとして最初で最後の6人体制ライブ                                                  |

| 年     | 日程   | 会場           | 備考                                                    |
| ------ | ------ | -------------- | ------------------------------------------------------- |
| 2024年 | 2月4日 | Twinbox GARAGE | NEXT IDOL GRANDPRIX2024審査ライブ(動員数対決)、配信有り |

| 年     | 日程     | 会場                             | 備考 |
| ------ | -------- | -------------------------------- | --- |
| 2024年 | 2月24日  | 新宿keystudio                    | 新体制本デビュー、新グループ名発表、新衣装＆新曲お披露目 |
| 2024年 | 2月25日  | GOTANDA G2                       | iColonyにて配信有り |
| 2024年 | 3月2日   | SOUND PEACE                      | ななせ休み(初の5人体制パフォーマンス披露) |
| 2024年 | 3月3日   | SHIBUYA DIVE                     | iColonyにて配信有り |
| 2024年 | 3月10日  | 目黒鹿鳴館                       | |
| 2024年 | 3月16日  | 代々木MUSE                       | |
| 2024年 | 3月17日  | TFTホール500                     | NEXT IDOL GRANDPRIX2024決勝中間ライブ動員審査、配信有り |
| 2024年 | 3月23日  | GOTANDA G2                       | じゅな、あかね2人ステージ、iColonyにて配信有り |
| 2024年 | 3月24日  | エンタメ横丁                     | 動画撮影禁止ライブ。30分枠にて「Stay hungry!!」をカバーし、「私の進む道」を2回歌唱。 |
| 2024年 | 3月28日  | 東京ドームシティホール           | NEXT IDOL GRANDPRIX2024決勝最終審査(7分枠)、配信有り |
| 2024年 | 3月29日  | TwinBox AKIHABARA                | NEXT IDOL GRANDPRIX2024感謝祭をじゅな、あこ、ななせの3名でのステージ。 カバー曲を含む全4曲を披露。僕の向日葵をじゅながソロ初披露。                                                        |
| 2024年 | 3月31日  | 文京HEAD POWER                   | あかね、あこプチ生誕祭(初の主催ライブ)。対バンでお鈴出演。 |
| 2024年 | 4月7日   | GOTANDA G2                       | iColonyにて配信有り |
| 2024年 | 4月7日   | 浅草VAMPKIN                      | 急遽当日出演決定したライブ。エピック・エピローグ第3番として初の2回まわし公演。 |
| 2024年 | 4月13日  | SOUND PEACE                      | サポートメンバーお休み |
| 2024年 | 4月14日  | SHIBUYA DIVE                     | iColonyにて配信有り |
| 2024年 | 4月20日  | Twinbox GARAGE                   | サポートメンバーお休み |
| 2024年 | 4月21日  | EDOCCO STUDIO                    | |
| 2024年 | 4月27日  | 新宿keystudio                    | 本デビュー以来の会場でライブ |
| 2024年 | 4月28日  | 幕張メッセ                       | ニコニコ超会議2024、クリエイタークロス出展、出展内で4ステージを行い、新曲も披露した |
| 2024年 | 5月3日   | 異世界アイドルシアター           | このライブあたりから動撮禁止、またはMC後の撮影許可の流れに。 |
| 2024年 | 5月4日   | DESEO mini with VILLAGE VANGUARD | |
| 2024年 | 5月5日   | 神田明神ホール                   | |
| 2024年 | 5月6日   | 新宿HEAD POWER                   | じゅな、もかの、ななせの「A team」でのライブ、配信有 |
| 2024年 | 5月6日   | 渋谷Milky way                    | あかね、もな、あこの「B team」でのライブ |
| 2024年 | 5月12日  | 目黒鹿鳴館                       | |
| 2024年 | 5月18 日 | COSMIC LAB                       | もなお休み |
| 2024年 | 5月19日  | 渋谷クラブロッソ                 | ツイキャス配信有り |
| 2024年 | 5月19日  | 渋谷GUILTY                       | 急遽「DESEO mini with VILLAGE VANGUARD」から会場変更 |
| 2024年 | 5月25日  | 神田明神ホール                   | サポートメンバーお休み |
| 2024年 | 5月26日  | 文京HEAD POWER                   | 初の単独ライブ開催。翌日夜に発表があったため、薫衣もな、うさみあこ、望月かのんについてはこれがラストライブとなった。                                                                      |
| 2024年 | 6月15日  | SHIBUYA RING                     | 3人体制(第4章)初ライブ。僕の向日葵を初めてじゅな、あかね以外のメンバー(3人編成)で披露した。4/27以来の全編動画撮影許可。iColonyにて配信有り                                                |
| 2024年 | 6月16日  | DESEO mini with VILLAGE VANGUARD | |
| 2024年 | 6月23日  | EDOCCO STUDIO                    | |
| 2024年 | 6月30日  | SOUND PEACE                      | 急遽じゅな、あかね2人でのライブ |
| 2024年 | 7月7日   | GOTANDA G2                       | グループ初の浴衣でのライブ。iColonyにて配信有り |
| 2024年 | 7月14日  | SOUND PEACE                      | 動画撮影禁止ライブ。 |
| 2024年 | 7月15日  | アキバステラキューブ             | |
| 2024年 | 7月21日  | 新宿HEIST                        | |
| 2024年 | 7月28日  | DESEO mini with VILLAGE VANGUARD | |
| 2024年 | 8月4日   | 新宿DHNoA                        | 5曲をメドレーにしたものを初披露 |
| 2024年 | 8月18日  | GOTANDA G3                       | IDOL REPORT.com主催ライブ |
| 2024年 | 8月24日  | 上野恩賜公園野外ステージ         | 3人体制初の野外ライブ |
| 2024年 | 8月25日  | 新宿HEIST                        | |
| 2024年 | 9月1日   | 別府スパビーチ                   | 「BOB2024」にオープニングアクトとして出演予定だったが、台風10号の影響の為、イベント中止。                                                                                                 |
| 2024年 | 9月8日   | GOTANDA G2                       | 「ICOLONY IDOL LIVE 70 // DAY2～ エピック・エピローグ第3番 市川じゅな＆花咲ななせ W生誕SPECIAL!! ～」。iColonyにて配信有り                                                                |
| 2024年 | 9月14日  | COSMIC LAB                       | |
| 2024年 | 9月15日  | SOUND PEACE                      | |
| 2024年 | 9月16日  | 新宿keystudio                    | 衣装が届かないトラブルのため、急遽私服でパフォーマンスを行った |
| 2024年 | 9月22日  | 新宿HEAD POWER                   | |
| 2024年 | 9月23日  | Twinbox GARAGE                   | |
| 2024年 | 9月29日  | COSMIC LAB                       | 運動会をイメージした衣装でパフォーマンスした |
| 2024年 | 10月6日  | SOUND PEACE                      | |
| 2024年 | 10月13日 | 秋葉原SinfoniA                   | |
| 2024年 | 10月20日 | COSMIC LAB                       | ハロウィンコスプレライブ |
| 2024年 | 10月27日 | 原宿GE Theater                   | 新体制(第5章)プレデビュー＆新曲初披露 |
| 2024年 | 11月17日 | シティーホール五反田             | 新体制本デビュー、動員30名でサブスク解禁を宣言し結果、動員36名と達成 |
| 2024年 | 11月23日 | GOTANDA G2                       | iColonyにて配信有り |
| 2024年 | 12月1日  | Zirco Tokyo                      | じゅな、あかね、ななせ3人体制でのライブ |
| 2024年 | 12月8日  | 池袋リヴォイス                   | 今野靖菜生誕祭。あかねの前世のメンバー「新宿やすな」の生誕祭にじゅな、あかね2人体制で出演                                                                                                 |
| 2024年 | 12月8日  | GOTANDA G2                       | 小桜くるみ・天嶺まいか生誕祭、iColonyにて配信有り |
| 2024年 | 12月15日 | 恵比寿CreAto                     | iColonyにて配信有り |
| 2024年 | 12月22日 | SOUND PEACE                      | |
| 2024年 | 12月22日 | 秋葉原シンフォニア               | サンタコスプレライブ |
| 2024年 | 12月29日 | SHIBUYA SCRAMBLE S               | 2024年最後のステージ |
| 2025年 | 1月5日   | 新宿BISKE                        | |
| 2025年 | 1月12日  | DESEO mini with VILLAGE VANGUARD | |
| 2025年 | 1月13日  | 上野恩賜公園野外ステージ         | 同日に新年会(オフ会)開催 |
| 2025年 | 1月19日  | 原宿GE Theater                   | 5人体制で旧衣装初披露 |
| 2025年 | 1月26日  | エンタメ横丁                     | |
| 2025年 | 2月1日   | 新宿keystudio                    | 新宿keystudioが2月末閉館のため、エピエピとして最後の出演となった |
| 2025年 | 2月2日   | 池袋RED ZONE                     | 主催者都合により、急遽「SOUND PEACE」から変更 |
| 2025年 | 2月9日   | SOUND PEACE                      | バレンタイン企画予定 |
| 2025年 | 2月15日  | RED°TOKYO TOWER SKY STUDIUM      | 東京タワーでの初パフォーマンス |
| 2025年 | 2月23日  | 秋葉原ZEST                       | |
| 2025年 | 2月24日  | アキバステラキューブ             | |
| 2025年 | 3月2日   | 浅草VAMPKIN                      | |
| 2025年 | 3月9 日  | GOTANDA G2                       | iColonyにて配信有り |
| 2025年 | 3月16日  | TwinBox AKIHABARA                | あかね、ななせ体調不良により欠席、NEXT IDOL GRANDPRIX2025決勝中間ライブ動員審査、配信有り                                                                                                 |
| 2025年 | 3月23 日 | EDOCCO STUDIO                    | |
| 2025年 | 3月30 日 | GOTANDA G6                       | |
| 2025年 | 4月2日   | 豊洲PIT                          | NEXT IDOL GRANDPRIX2025決勝最終審査5位入賞し、NIG FES 2025への出場権を得る、配信有り |
| 2025年 | 4月2日   | 豊洲PIT                          | NIG FES 2025初日、トップバッターとして出演、配信有り |
| 2025年 | 4月13日  | SOUND PEACE                      | |
| 2025年 | 4月20日  | 新宿BISKE                        | |
| 2025年 | 4月27日  | 新宿HEAD POWER                   | IDOL BATTLE TOKYO 予選Ⅲ(IDREAM＠Zepp Shinjuku出場権を懸けたライブ)、配信あり |
| 2025年 | 5月5日   | 渋谷Club Malcolm                 | |
| 2025年 | 5月6日   | 新宿APEXIA                       | |
| 2025年 | 5月11日  | 新宿アイドルステージ             | |
| 2025年 | 5月18日  | GOTANDA G3                       | |
| 2025年 | 5月25日  | 秋葉原ZEST                       | |
| 2025年 | 6月1日   | 新宿HEAD POWER                   | IDOL BATTLE TOKYO 決勝Ⅰ(IDREAM＠Zepp Shinjuku出場権を懸けたライブ)、配信あり |
| 2025年 | 6月8日   | 新宿SCIENCE                      | |
| 2025年 | 6月15日  | 浅草VAMPKIN                      | じゅな、あかねのアイドル2周年記念ライブ、2部構成(1部に1期メンバーのお鈴がゲスト出演)。配信あり                                                                                            |
| 2025年 | 6月22日  | エンタメ横丁                     | |
| 2025年 | 6月29日  | Zirco Tokyo                      | |
| 2025年 | 7月6日   | GOTANDA G2                       | まいか卒業ライブ(第1部)、MCでまいかが、当時まだ面識の無いくるみが配信していた「踊ってみた動画」を観ていたこともアイドルになるきっかけのひとつだったとうエピソードを明らかにした。配信あり |
| 2025年 | 7月6日   | 原宿GE Theater                   | まいか卒業ライブ(第2部)、カバーで以前所属していた81momentの「UTAGEI」を披露 |
| 2025年 | 7月13日  | EDOCCO STUDIO                    | 4人体制でのライブ |
| 2025年 | 7月20日  | 浅草VAMPKIN                      | じゅな、あかねの2人体制でのライブ、あかねは正規メンバーとして最後のライブとなった |
| 2025年 | 7月27日  | 渋谷SHIDAX Culture Hall          | 新体制(第6章)本デビュー、サポートメンバー含め全員でのパフォーマンス。配信あり |
| 2025年 | 8月10日  | 新宿HEIST                        | 6人でのステージ |
| 2025年 | 8月11日  | 原宿GE Theater                   | あかねお休み |
| 2025年 | 8月24日  | GOTANDA G6                       | 2回し、あかねお休み。2回し目は配信あり。 |
| 2025年 | 8月24日  | GOTANDA G2                       | 2回し、あかねお休み。2回し目は配信あり。 |
| 2025年 | 8月31日  | 未定                             | あかねお休み |
| 2025年 | 9月7日   | 五反田Ｇ＋                       | 幸村郁友人生誕ライブ(ゆっぽ生誕祭)、あかねお休み |
| 2025年 | 9月9日   | 渋谷某所                         | 衛星とカラテアPresents 「 超 明星現象 2025 」WWWX / WWW 他全15会場開催フェス。6人でのステージ予定                                                                                         |
| 2025年 | 9月28日  | 五反田某所                       | ななせ生誕祭 |

## 出演
- 2023年8月5日 TIF2023 「このアイドルのゆかたがすごい!」 [4] - 市川じゅな
- 2023年10月30日 極楽とんぼ山本・ロンブー亮のARIGATEENA TV（テレ玉） - 市川じゅな
- 2024年4月16日 月刊ニコニコインフォ第30号（ニコニコ生放送） - 花咲ななせ
- 2024年8月3日 TIF2024 「このアイドルのゆかたがすごい!」[11] - 守宮あかね
- 2024年10月26日 月刊アイドルプラネットちゃんねる（Youtube） - 市川じゅな、花咲ななせ
- 2024年10月21日 極楽とんぼ山本・ロンブー亮のARIGATEENA TV（テレ玉） - 守宮あかね
- 2025年6月8日 極楽とんぼ山本・ロンブー亮のARIGATEENA TV（テレ玉） - 市川じゅな
- 2025年7月17日 Next Break Idol（CROSS FM） - 市川じゅな
- 2025年7月26日 月刊アイドルプラネットちゃんねる（Youtube） - 小桜くるみ
- 2025年8月2日 TIF2025 「このアイドルのゆかたがすごい!」 - 小桜くるみ
- 2025年8月2日 TIF2025 「ミスFLASH2026」 - 市川じゅな
- 2025年8月23日 月刊アイドルプラネットちゃんねる（Youtube） - 幸村郁

## 書籍

### 雑誌
- 2024年1月9日 ヤングチャンピオン（2024年新年No.3号、秋田書店） - 裏表紙　- 市川じゅな(なころ)
- 2025年5月13日 FLASH (FLASH（フラッシュ） 2025年5月27日号、光文社） - ミスFLASH2026特集ページ　- 市川じゅな
- 2025年7月29日 FLASH (FLASH（フラッシュ） 2025年8月12日号、光文社） - ミスFLASH2026特集ページ　- 市川じゅな